# Кочетков, Алексей Владимирович
Алексей Владимирович Кочетков (род. 8 сентября 1971, Москва) — российский политолог и журналист, политтехнолог, международный эксперт. Руководитель Международной организации по наблюдению за выборами CIS-EMO с 2003 по 2013 годы. Автор и разработчик ряда методик наблюдения за выборами. С 2013 года президент Фонда «Народная дипломатия».

## Биография
Родился в Москве. Выпускник МЭИ.
В 1992 году работал редактором газеты «Русский порядок» российской организации РНЕ, и был одним из её руководителей.
В 1993 году вместе с Сергеем Бабуриным, Владиславом Ачаловым и др. участвовал в конституционном кризисе и боях на стороне Белого Дома. 5 месяцев провел в тюрьме «Лефортово». Освобожден по постановлению Государственной Думы об амнистии 26 февраля 1994 г. («Думской» амнистии).
В 1995 был исключен из РНЕ за предполагаемое сотрудничество с российскими спецслужбами.
С 1996 года участвовал в качестве политтехнолога в PR-кампаниях в Ленинградской, Псковской, Архангельской, Вологодской, Кемеровской областях, Приморском крае, продвигая кандидатов на выборах. Работал консультантом в Государственной Думе. В 1998 году работал в Ираке.
С 2004 года — Генеральный директор Международной организации по наблюдению за выборами «CIS-EMO», которая «легитимизировала практики электорального авторитаризма» и «всегда оставалась лояльной целям российской внешней политики на постсоветском пространстве».
В 2008 году во время войны в Грузии был организатором международного пресс-центра «Цхинвал-2008». Впоследствии пресс-центр был передан Министерству печати и массовых коммуникаций Республики Южная Осетия.
Участник международных конференций в Европарламенте, сессий ОБСЕ по вопросам человеческого измерения, международной конференции «Общественные институты в избирательном процессе. Контроль и содействие» в Общественной Палате РФ, Мировом политическом форуме «Современное государство: стандарты демократии и критерии эффективности» в Ярославле и т. д.
В 2013 году покинул пост директора Международной организации по наблюдению за выборами CIS-EMO, возглавив Фонд развития институтов гражданского общества «Народная дипломатия».

## Миссии международного наблюдения
Автор и разработчик ряда методик мониторинга электоральных процессов и избирательных кампаний.
В качестве главы миссии международных наблюдателей CIS-EMO участвовал в многочисленных парламентских и президентских выборах.

## Книги и монографии
Книги Кочеткова рассказывают о происходящем в соседних странах. Кочетков представляет Украину как построенную на идеологии национализма, и даёт своё представление о национализме как о нацизме или фашизме.
Автор нескольких книг и монографий:
- Южная Осетия: вооруженная агрессия и миротворческая война;[27][28]
- Приднестровская Молдавская Республика: юридические основания признания независимости;
- Динамика развития демократических институтов республики Южная Осетия в первый год признания независимости;[29]
- Украина 2012: Как выбирали народных депутатов (в соавторстве);[30]
- Евромайдан им. Степана Бандеры: от демократии к диктатуре (в соавторстве);[31]
- Neonazis & Euromaidan: From Democracy to Dictatorship (на английском, в соавторстве);[32]
- Euromajdan im. Stepana Bandery — od demokracji do dyktatury (на польском, в соавторстве);[33]
- Демократия под огнём: Выборы в народных республиках Донбасса (в соавторстве);[34]
- Ukraine after Euromaidan: Democracy under Fire (на английском, в соавторстве);[35]
- Кровавые преступления бандеровской хунты;[36]
- Экстремистские движения в России и украинский кризис (в соавторстве);[37]
- Экстремизм в украинской политике, обществе, СМИ и силовых структурах (в соавторстве);[38]
- Влияние украинского кризиса на экстремистские движения в России (в соавторстве);[39];
- Extremism in Ukrainian politics, society, media, defence and law enforcement. Expert report (на английском, в соавторстве);[40].
- Чёрное солнце Украины. История неонацистского движения Азов (2020). Книга рассказывает о роли ультраправых групп в украинском Евромайдане[4].

## Награды
- 2008 год — медаль «За службу на страже мира в Южной Осетии» от президента Южной Осетии Эдуарда Кокойты[41][42].
- 2009 год — «Орден Дружбы» Республики Южная Осетия[источник не указан 786 дней].
- 2010 год — благодарственное письмо от главы Администрации Президента России Сергея Нарышкина «за укрепление дружбы и сотрудничества с зарубежными странами»[источник не указан 786 дней].

## Санкции
15 января 2023 года, из-за вторжения России на Украину внесён в санкционный список Украины, предполагается блокировка активов на территории страны, приостановка выполнения экономических и финансовых обязательств, прекращение культурных обменов и сотрудничества, лишение украинских госнаград.